# Bryophyta
Le briofite o muschi (Bryophyta Schimp.) sono una divisione di embriofite prive di tessuto vascolare. Si tratta del gruppo più diversificato tra le piante non vascolari, con quasi 12.000 specie.
Le briofite sono generalmente caratterizzate da tessuti vascolari non lignificati: l'assorbimento ed il trasporto dell'acqua e dei soluti necessari avviene generalmente per capillarità e interessa tutta la superficie della pianta. In alcune specie sono presenti dei cordoni di cellule con funzione conduttrice: queste strutture non sono molto efficaci e sono prive di funzione di sostegno. La mancanza di un sistema di conduzione impedisce lo sviluppo in altezza: le briofite sono piante di dimensioni piuttosto ridotte e con crescita generalmente orizzontale.
I particolari adattamenti sviluppati dalle briofite sia a livello vegetativo che a livello riproduttivo sono di grande interesse per comprendere lo studio dell'evoluzione delle piante terrestri.

## Descrizione

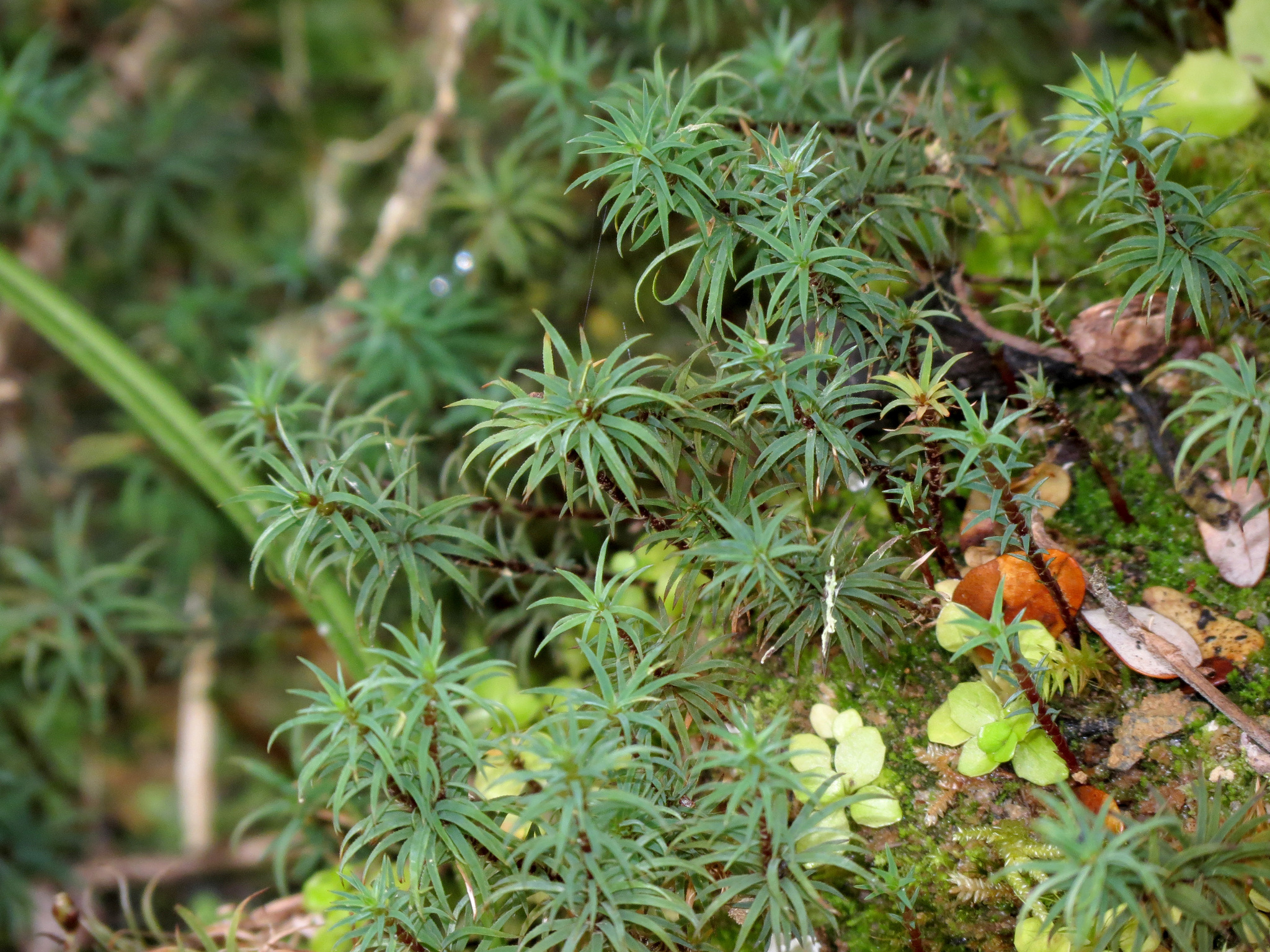
Dawsonia superba

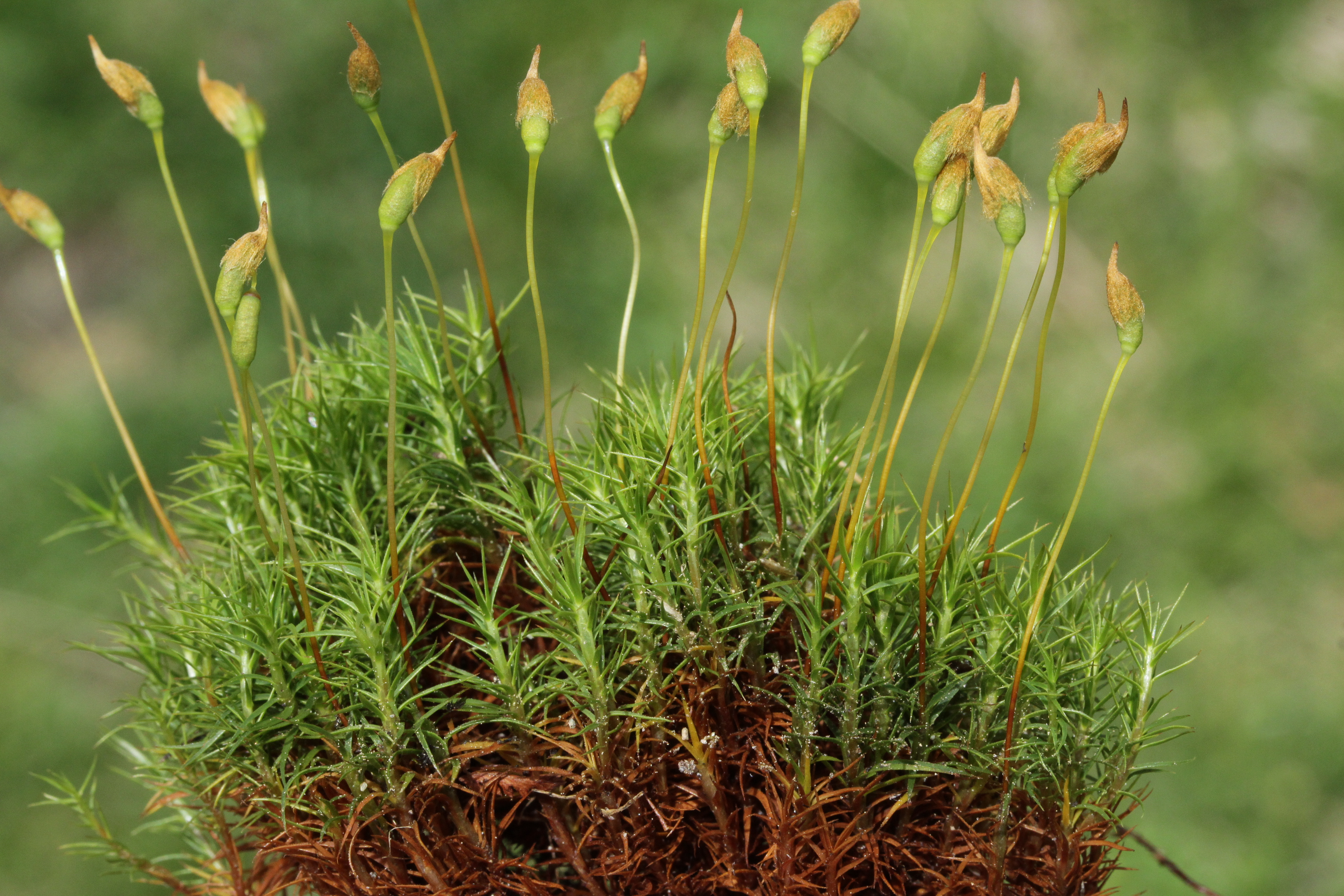
Polytrichastrum alpinum

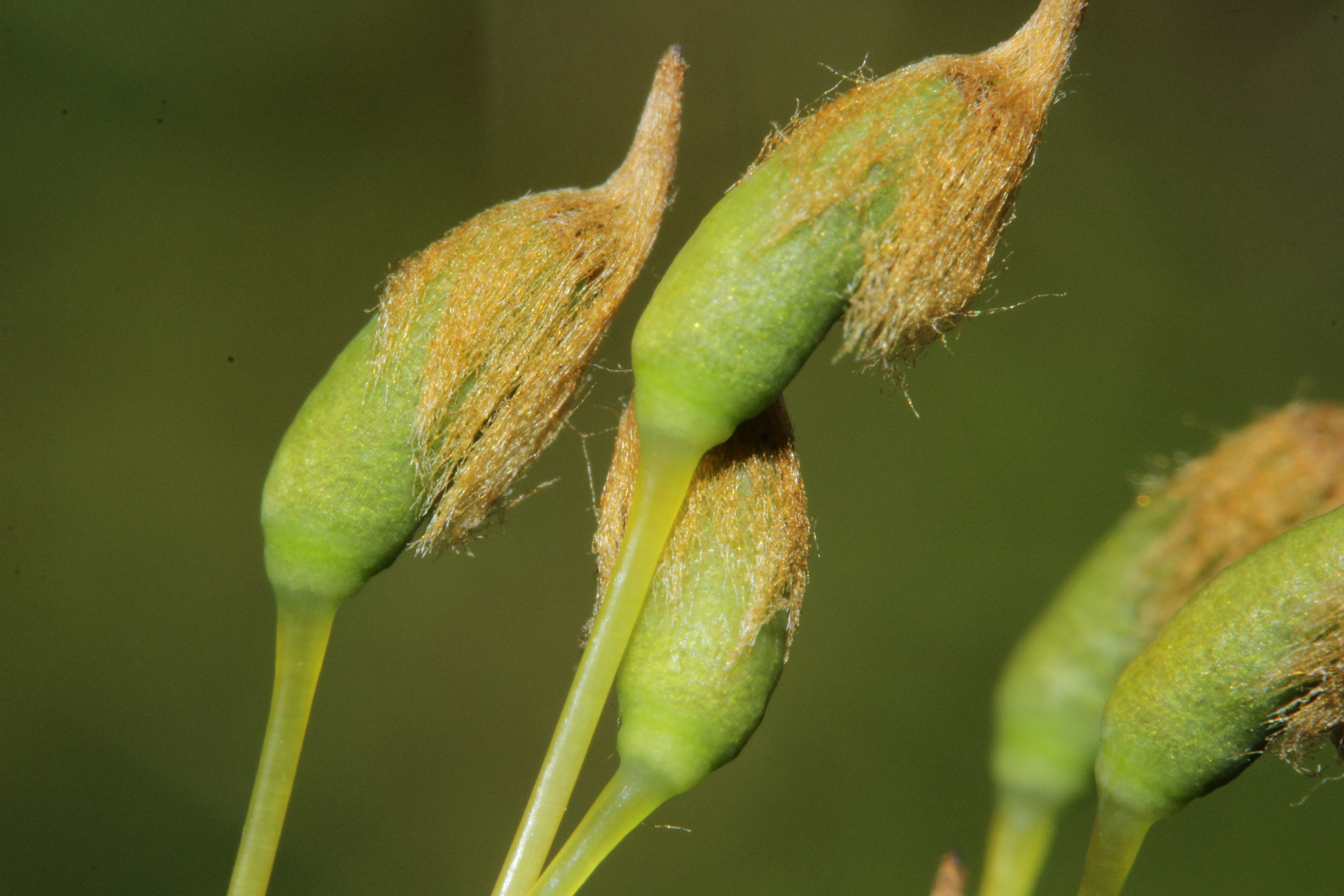
Dettaglio delle capsule di P. alpinum

Le briofite differiscono dalle piante vascolari (Tracheophyta) perché mancano di strutture vascolari  cioè il fusto, i vasi conduttori, le radici e foglie completamente differenziate e lignificate. La mancanza di tessuti di trasporto limita le dimensioni delle briofite: l'altezza è inferiore nella maggior parte delle specie a 6 centimetri. La più grande briofita conosciuta è un muschio dell'Australia e della Nuova Zelanda: Dawsonia superba. Questa specie raggiunge i 75 centimetri di altezza. Le più piccole briofite hanno invece dimensioni inferiori al millimetro.
L'assorbimento e il trasporto dell'acqua e dei soluti avvengono soprattutto per capillarità e interessano tutta la superficie della pianta. In alcune specie sono presenti delle strutture per il trasporto dell'acqua, note come idroidi e leptoidi, analoghe ai tessuti vascolari xilema e floema ma comunque mai lignificati (quindi privi di funzione di sostegno) e meno efficaci nel trasporto idrico.
Al pari delle tracheofite, i muschi sono dotati di foglie, in genere composte da un unico strato di cellule, dotate di cloroplasti, disposte radialmente attorno a un fusticino.
I muschi possono essere divisi per forma di crescita in due grandi gruppi: acrocarpi e pleurocarpi. La distinzione è basata principalmente sulla posizione dello sporofito: nei muschi acrocarpi gli sporofiti sono terminali, ossia, portati all'estremità dei fusticini. Nei pleurocarpi gli sporofiti sono su brevi rametti laterali. Inoltre le colonie di muschi acrocarpi sono generalmente poco ramificate e i singoli gametofiti hanno portamento eretto mentre i pleurocarpi hanno fusticini molto ramificati e con portamento per lo più strisciante.
I muschi possono essere distinti dalle epatiche (Marchantiophyta) e dalle antocerote (Anthocerotophyta) per una serie di caratteristiche gametofitiche e sporofitiche.

Il ciclo ontogenetico delle briofite è aplodiplonte, caratterizzato cioè dall'alternanza di due fasi, una aploide, il gametofito, che produce i gameti, ed una diploide, lo sporofito, che produce le spore.
Lo sporofito non è autonomo ma vive a spese del gametofito fotosintetizzante. Da una spora unicellulare aploide (meiospora) si sviluppa lo stadio giovanile della pianta, il protonema, con dimensioni diverse a seconda delle specie. Sul protonema, aploide, si formano delle gemme da cui si sviluppano i gametofiti che a maturità portano i gametangi (archegoni e anteridi) che contengono rispettivamente i gameti femminili e maschili. Grazie alla presenza di acqua i gameti maschili raggiungono il gamete femminile rimasto all'interno dell'archegonio. Qui avviene la gamia con conseguente sviluppo dell'embrione diploide. Dall'embrione, contenuto e nutrito nell'archegonio (che fa parte del gametofito) si sviluppa lo sporofito adulto di norma non autonomo.
Sullo sporofito, all'interno dello sporangio, avviene la meiosi, con dimezzamento del numero cromosomico, e si originano le meiospore. In ambiente adatto le spore arrivano a germinazione, dando il via al ripetersi del ciclo vitale.
Lo sporofito è generalmente formato da un piede, da una seta e da una capsula:
- Il piede è una struttura inserita nel ventre dell'archegonio: la sua funzione è quella di permettere il passaggio delle sostanze nutrienti.
- La seta è un peduncolo non ramificato che consente lo sviluppo in altezza dello sporofito, favorendo la dispersione delle spore.
- La capsula è costituita essenzialmente dallo sporangio, al cui interno si formano le spore aploidi. Nei muschi la capsula può contenere qualche milione di spore. A maturità la capsula si apre con meccanismi a controllo generalmente igroscopico, rilasciando le spore da cui avrà inizio la successiva generazione. Lo sporangio è avvolto da una guaina protettiva detta caliptra, originante dal ventre dell'archegonio, che si distacca quando lo sporangio è maturo, favorendo il rilascio delle spore. All'apice dello sporangio è presente un opercolo, che a maturità si distacca esponendo il peristoma, una struttura formata da due anelli concentrici di denti che facilitano la dispersione delle spore. Sulla parete dello sporangio sono presenti degli stomi, strutture cellulari in grado di regolare gli scambi gassosi e limitare la traspirazione, presenti anche nelle piante superiori.

## Distribuzione e habitat
Il raggruppamento ha una distribuzione cosmopolita essendo presenti in tutti i continenti, compresa l'Antartide.
Anche se di struttura molto semplice, le briofite hanno sviluppato notevoli strategie adattative che hanno permesso loro di colonizzare i più disparati habitat e sopravvivere nelle condizioni più estreme. Sono diffuse dagli ambienti fortemente illuminati a quelli in piena ombra, dagli ambienti aridi a quelli acquatici, con alcune specie che vivono sommerse, in acqua dolce, anche a profondità notevoli. Nei climi alpini e polari, assieme ai licheni, costituiscono la vegetazione dominante. Nelle zone temperate sono una componente fondamentale del sottobosco delle foreste, ma è nelle foreste tropicali che si osserva la maggiore biodiversità. Nei climi aridi e semiaridi le specie crescono in zone dove si creano microclimi più favorevoli, come le fessure delle rocce o luoghi generalmente ombreggiati.
Requisito fondamentale per la crescita delle briofite è la presenza di acqua o comunque di condizioni di umidità . Alcune specie resistono in maniera particolare al disseccamento e alle alte temperature grazie ad una serie di adattamenti che consentono di ridurre l'evaporazione dell'acqua.
Le briofite sono organismi pionieri in grado di colonizzare nuovi habitat, essendo capaci di crescere su substrati rocciosi nudi, avviando il processo di formazione del suolo. Alcune specie, come le specie del genere Funaria, sono in grado di crescere su terreni bruciati dagli incendi.
Il substrato di crescita preferito è rappresentato dal terreno, dove spesso le briofite crescono sui resti di loro precedenti generazioni o di altre piante; altri substrati comuni sono le rocce nude (epilitiche), tronchi e rami di albero (epifite), la superficie delle foglie (epifille).

## Riproduzione sessuata e ciclo vitale

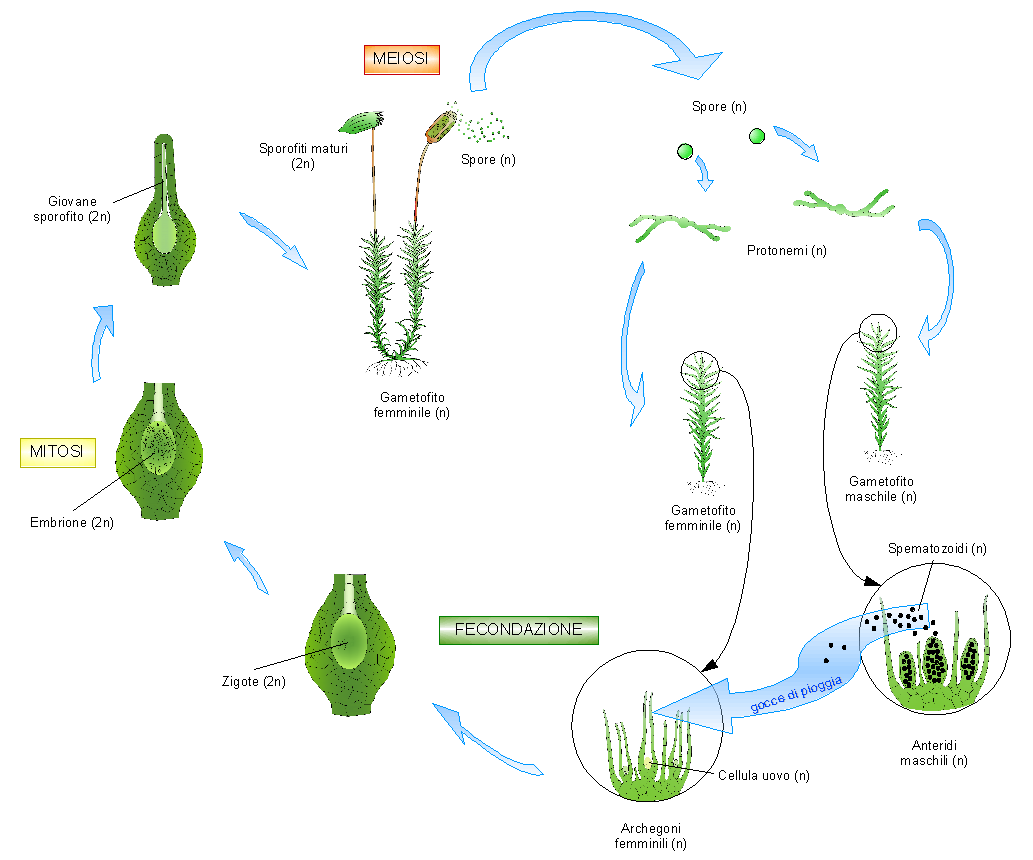
Schema del ciclo vitale delle briofite

La fase dominante del ciclo vitale delle briofite è rappresentata dal gametofito. Questo è in grado di svolgere la fotosintesi clorofilliana ed è quindi indipendente da un punto di vista nutrizionale. Lo sporofito può invece essere fotosintetico o meno: in ogni caso è sempre dipendente dal gametofito e rimane stabilmente attaccato ad esso.
Lo sporofito produce per meiosi delle spore unicellulari aploidi (meiospore). Queste spore possono restare quiescenti per lungo tempo prima in attesa delle condizioni ottimali per la germinazione. Al momento della germinazione dalle spore si sviluppa una struttura filamentosa e scarsamente differenziata detta protonema. Successivamente dal protonema si sviluppa il gametofito adulto. Sul gametofito sono presenti delle strutture piliformi, uni- o pluricellulari, dette rizoidi. La funzione dei rizoidi è quella di ancorare il gametofilo al substrato. In molte specie i gametofiti sono micorrizzati.
Sul gametofito si differenziano gli organi sessuali o gametangi. Il gametangio femminile è detto archegonio mentre quello maschile è chiamato anteridio. Esistono briofite omotalliche o monoiche e briofite eterotalliche o dioiche. Nelle prime i gametofiti portano archegoni e anteridi sullo stesso individuo; nelle seconde esistono individui che portano l'archegonio ed altre che portano gli anteridi.
Nell'archegonio è contenuta una sola cellula uovo. L'archegonio ha la forma di un fiasco, con un collo allungato ed una base rigonfia detta ventre: è in questa parte che è conservata la cellula uovo.
Nell'anteridio sono prodotti un grande numero di gameti maschili dotati di due flagelli. Alla maturità, i gameti maschili sono liberati e, sfruttando un velo d'acqua, raggiungono l'archegonio, attratti da stimoli di natura chimica. La necessità della presenza di un velo d'acqua per consentire la sopravvivenza del gamete maschile fuori dell'anteridio e durante il suo percorso fino all'archegonio è uno dei fattori che limitano la diffusione delle briofite ad ambienti umidi. Una volta giunti all'archegonio, i gameti maschili penetrano al suo interno attraverso il collo: il loro ingresso determina la produzione di una sostanza gelatinosa. Questa sostanza permette l'arrivo del gamete maschile nel ventre, dove ha luogo la fecondazione.
Lo zigote risultante dalla fecondazione ed il successivo embrione crescono nell'archegonio. Dall'embrione si sviluppa quindi lo sporofito adulto.
Di alcune specie di briofite non si conosce lo sporofito: si tratta probabilmente di specie che hanno perso la capacità di riprodursi per via sessuata.

### Limiti
Nelle briofite ogni gametofito è aploide: ogni anno forma quindi gameti con corredo genetico sempre identico. Nelle briofite omotalliche è molto probabile inoltre che i gameti maschili fecondino archegoni del medesimo gametofito generando sporofiti omozigotici. Queste condizioni determinano una grande limitazione nella possibilità di insorgenza di nuovi caratteri: in questi casi l'unica possibilità di comparsa di nuovi caratteri è legata a mutazioni spontanee.

### Riproduzione asessuata
Le briofite possono riprodursi anche per via asessuata (o agamica) per frammentazione del tallo o attraverso le gemme. Queste ultime sono contenute, in alcune specie, in apposite strutture a forma di piccola scodella disposte sulla superficie del gametofito.

## Testimonianze fossili
Le testimonianze fossili riconducibili alle Briofite sono molto povere. Una delle difficoltà maggiori nel riconoscimento delle briofite nei fossili è la mancata conservazione degli sporofiti e la somiglianza dei gametofiti ad alcune piante vascolari. 
Le prime testimonianze di muschi risalgono al Permiano (299-251 Ma).
La maggior parte dei fossili di briofite è riconducibile all'Eocene (55,8-33,9 Ma). Si tratta di piante conservate in ambra con strutture molto simili a quelle attuali, tanto da permettere il riconoscimento di molte delle specie conservate. Analogo discorso per le briofite fossili risalenti al Paleogene e all'Neogene: anche in questo caso è possibile il riconoscimento della maggior parte delle specie. Le linee evolutive interne alle briofite sono quindi nate e stabilizzate in epoca molto antica.

## Tassonomia

### Classificazione tradizionale
La classificazione tradizionale includeva nella divisione Bryophyta (sensu lato):
- i muschi propriamente detti (classe Bryopsida), con oltre 11.000 specie, sono il gruppo più diffuso. Hanno tallo cormoide con fusticino e foglioline spesso pluristratificate
- le epatiche (classe Marchantiopsida), con oltre 7.000 specie, con predilezione per gli ambienti umidi. Mancano del protonema, hanno rizoidi unicellulari, capsula più semplice senza columella, tra le meiospore sviluppo degli elateri per favorire la dispersione delle spore.
- le antocerote (classe Anthocerotopsida), con circa 200 specie. Hanno tallo rugoso gametifitico, formato da sottili lamine, gametofito con cloroplasto e stomi, con piede che fora lo sporofito, non completamente autonomo.

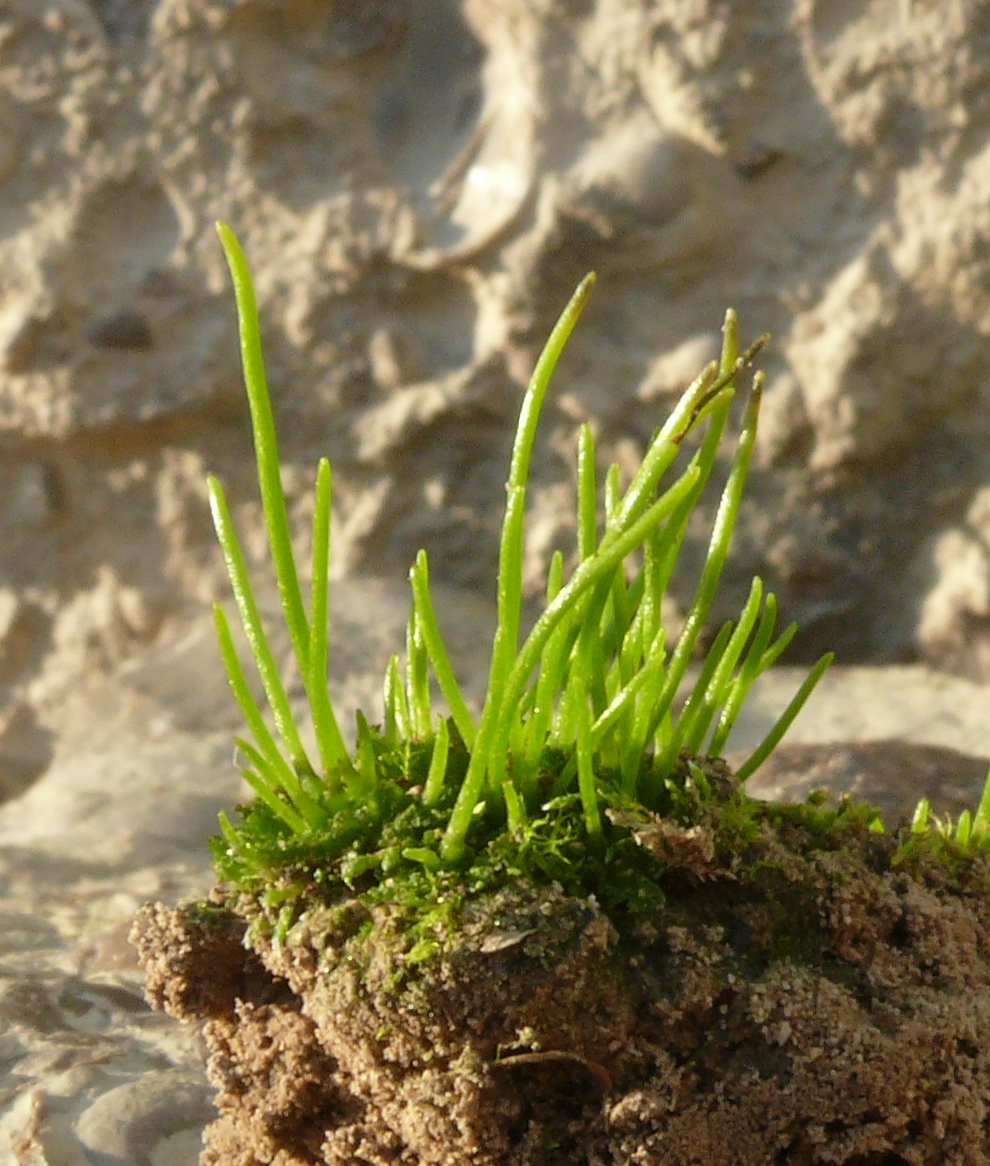
Anthoceros agrestis Anthrocerotopsida
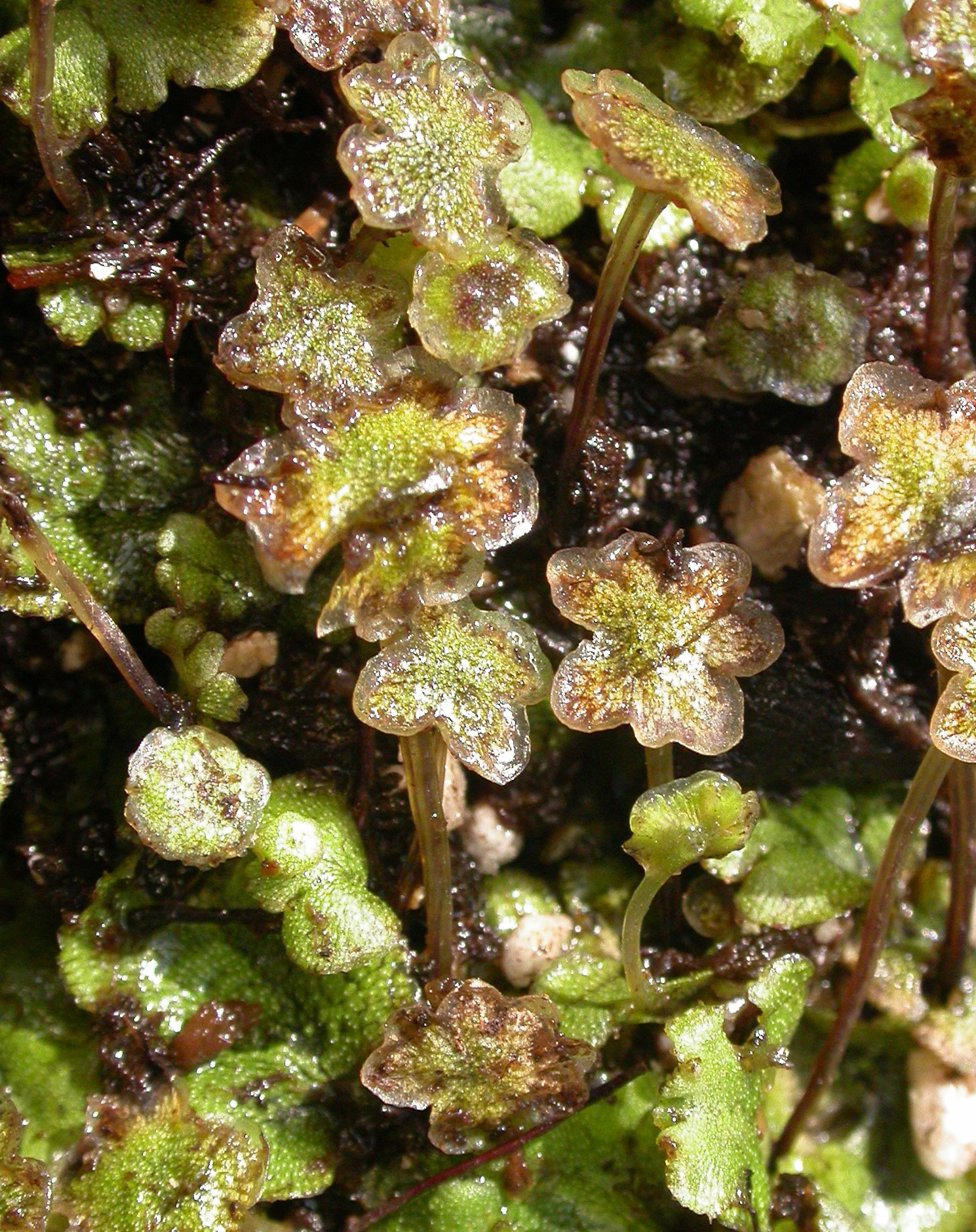
Marchantia antheridiophores Hepatopsida
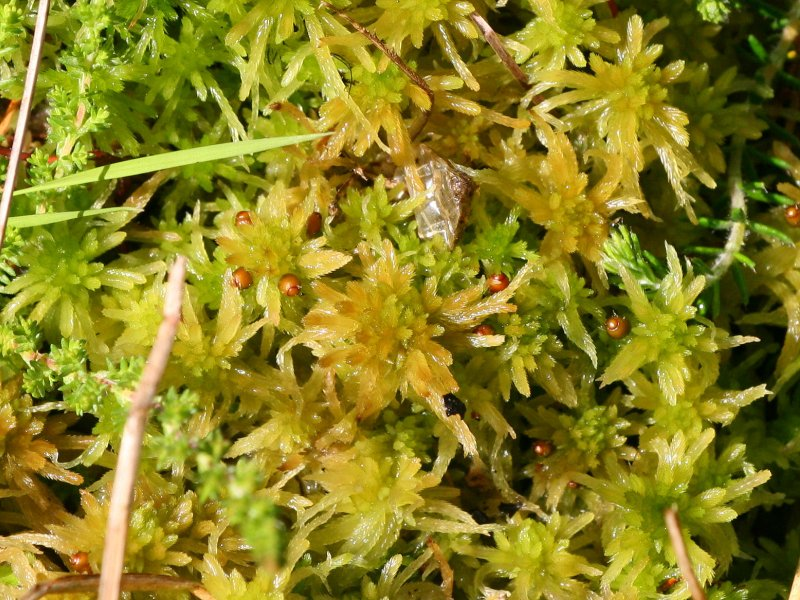
Sphagnum palustre Bryopsida

### Classificazione filogenetica
Nella moderna classificazione filogenetica le epatiche e le antocerote sono escluse dalla divisione Bryiophita ed elevate in divisioni a sé stanti, rispettivamente Marchantiophyta e Anthocerotophyta.
Secondo tale classificazione la divisione Bryophyta (sensu stricto) comprende quasi 12.000 specie suddivise in sei classi:
- Classe Takakiopsida Goffinet & W.R.Buck, 2004
  - Takakiales S.Hatt. & Inoue ex R.M.Schust., 1963
    - Takakiaceae M.Stech & W.Frey, 2008
- Classe Sphagnopsida Schimp.,  1857
  - Sphagnales Limpr., 1876
    - Sphagnaceae Dumort., 1829
    - Flatbergiaceae A.J.Shaw, 2010
    - Ambuchananiaceae A.J.Shaw, 2010
- Classe Andreaeopsida Trevis., 1876
  - Andreaeales Limpr., 1876
    - Andreaeaceae Dumort., 1829
- Classe Andreaeobryopsida Goffinet & W.R.Buck, 2004
  - Andreaeobryales B.M.Murray, 1988
    - Andreaeobryaceae Steere, 1976
- Classe Polytrichopsida Doweld, 2001
  - Oedipodiales Goffinet & W.R.Buck, 2004
    - Oedipodiaceae Schimp., 1876

  - Polytrichales Cavers, 1911
    - Polytrichaceae Schwägr., 1830

  - Tetraphidales Cavers, 1911
    - Tetraphidaceae Schimp., 1856
- Classe Bryopsida McClatchie, 1897
  - Sottoclasse Buxbaumiidae Doweld, 2001
    - Buxbaumiales Cavers, 1911
      - Buxbaumiaceae Schwägr., 1830

  - Sottoclasse Diphysciidae Ochyra, 2003
    - Diphysciales M.Fleisch., 1920
      - Diphysciaceae M. Fleisch., 1919

  - Sottoclasse Gigaspermidae M.Stech & W. Frey, 2008
    - Gigaspermales Goffinet et al.,  2007
      - Gigaspermaceae A. Jaeger & Sauerb., 1879

  - Sottoclasse Funariidae Ochyra, 2003
    - Disceliales Ignatov, Ignatova & Fedosov, 2016
      - Disceliaceae Schimp., 1856

    - Encalyptales Dixon, 1932
      - Encalyptaceae Schimp., 1856

    - Funariales M.Fleisch., 1920
      - Funariaceae Schwägr., 1830

  - Sottoclasse Timmiidae Ochyra, 2003
    - Timmiales Ochyra, 2003
      - Timmiaceae Schimp., 1856

  - Sottoclasse Dicranidae Doweld, 2001
    - Catoscopiales Ignatov & Ignatova, 2004
      - Catoscopiaceae Boulay ex Broth., 1904

    - Distichiales D.Bell & Goffinet, 2023
      - Distichiaceae Schimp., 1860
      - Timmiellaceae Y. Inoue & H. Tsubota, 2014

    - Flexitrichales D.Bell & Goffinet, 2023
      - Flexitrichaceae Ignatov & Fedosov ex D.Bell & Goffinet, 2023

    - Scouleriales Goffinet & W.R. Buck, 2004
      - Drummondiaceae Goffinet, 2000
      - Hymenolomataceae Ignatov & Fedosov, 2016

    - Bryoxiphiales Á.Löve & D.Löve, 1953
      - Bryoxiphiaceae Besch., 1892

    - Pseudoditrichales Ignatov & Fedosov, 2016
      - Pseudoditrichaceae Steere & Z. Iwats., 1975

    - Grimmiales M.Fleisch., 1920
      - Grimmiaceae Arn., 1825
      - Ptychomitriaceae Schimp., 1860
      - Seligeriaceae Schimp., 1856

    - Archidiales Limpr., 1885
      - Archidiaceae Schimp., 1856
      - Leucobryaceae Schimp., 1856
      - Micromitriaceae Smyth ex Goffinet & Budke, 2011

    - Pleurophascales Goffinet, 2023
      - Pleurophascaceae Broth., 1906

    - Mitteniales A.J.Shaw, 1985
      - Mitteniaceae Broth., 1903

    - Eustichiales Goffinet, 2023
      - Eustichiaceae Broth., 1924

    - Amphidiales D.Bell & Goffinet, 2023
      - Amphidiaceae M.Stech, 2008

    - Dicranales M.Fleisch., 1920
      - Aongstroemiaceae De Not., 1869
      - Bryowijkiaceae M. Stech & W. Frey, 2008
      - Calymperaceae Kindb., 1897
      - Chrysoblastellaceae Ignatov & Fedosov, 2016
      - Dicranaceae Schimp., 1856
      - Dicranellaceae M.Stech, 2008
      - Dicranellopsidaceae Bonfim Santos, Siebel & Fedosov, 2023
      - Fissidentaceae Schimp., 1856
      - Hypodontiaceae M.Stech, 2008
      - Octoblepharaceae A.Eddy ex M.Menzel, 1991
      - Rhizogemmaceae Bonfim Santos, 2023
      - Ruficaulaceae Bonfim Santos & Fedosov, 2023
      - Schistostegaceae Schimp., 1856
      - Serpotortellaceae W.D.Reese & R.H.Zander, 1987
      - Viridivelleraceae I.G. Stone, 1976

    - Rhabdoweisiales D. Bell & Goffinet, 2023
      - Rhabdoweisiaceae Limpr., 1886
      - Rhachitheciaceae H.Rob., 1964

    - Sorapillales Goffinet, 2023
      - Sorapillaceae M.Fleisch., 1908

    - Ditrichales D.Bell & Goffinet, 2023
      - Ditrichaceae Limpr., 1887

    - Pottiales M.Fleisch., 1920
      - Pottiaceae Hampe, 1853

    - Bruchiales Goffinet, 2023
      - Bruchiaceae Schimp., 1856

    - Erpodiales Goffinet, 2023
      - Erpodiaceae Broth., 1905

  - Sottoclasse Bryidae Engl.,1892
    - Superordine Bryanae Goffinet & W.R.Buck, 2004
      - Hedwigiales Ochyra, 2003
        - Hedwigiaceae Schimp., 1856

      - Splachnales Ochyra, 2003
        - Meesiaceae Schimp., 1856
        - Splachnaceae Grev. & Arn., 1826

      - Bartramiales M.Menzel, 1992
        - Bartramiaceae Schwägr., 1830
        - Helicophyllaceae Broth., 1907

      - Bryales Limpr., 1876
        - Bryaceae Rchb., 1828
        - Leptostomataceae Schwägr., 1830
        - Mniaceae Schwägr., 1830
        - Phyllodrepaniaceae Crosby, 1970
        - Pulchrinodaceae D.Quandt, N.E.Bell & M.Stech, 2007
        - Roellobryaceae Ochyra, 2011

      - Rhizogoniales Goffinet & W.R. Buck, 2004
        - Calomniaceae Kindb., 1899
        - Rhizogoniaceae Broth., 1904

      - Orthotrichales Dixon, 1932
        - Orthotrichaceae Arn., 1825

      - Orthodontiales N.E.Bell, A.E.Newton & D.Quandt, 2007
        - Orthodontiaceae Goffinet, 2000

      - Aulacomniales N.E.Bell, A.E.Newton & D.Quandt, 2007
        - Aulacomniaceae Schimp., 1860

    - Superordine Hypnanae W.R.Buck, C.J.Cox, A.J.Shaw & Goffinet, 2005
      - Hypnodendrales N.E.Bell, A.E.Newton & D.Quandt, 2007
        - Braithwaiteaceae N.E.Bell, A.E.Newton & D.Quandt, 2007
        - Racopilaceae Kindb., 1898
        - Pterobryellaceae W.R.Buck & Vitt, 1986
        - Spiridentaceae Broth., 1905

      - Ptychomniales W.R.Buck, C.J.Cox, A.J.Shaw & Goffinet, 2005
        - Orthorrhynchiaceae S.H.Lin, 1983
        - Rhabdodontiaceae Mishler, N.E.Bell & P.J.Dalton, 2019
        - Ptychomniaceae M.Fleisch., 1908
        - Hypopterygiales Goffinet, 2019
        - Hypopterygiaceae Mitt., 1859

      - Hookeriales M.Fleisch., 1920
        - Saulomataceae W.R.Buck, C.J.Cox, A.J.Shaw & Goffinet, 2005
        - Daltoniaceae Schimp., 1860
        - Schimperobryaceae W.R.Buck, C.J.Cox, A.J.Shaw & Goffinet, 2005
        - Hookeriaceae Schimp., 1856
        - Leucomiaceae Broth., 1908
        - Callicostaceae H.A.Crum, 1984

      - Hypnales W.R.Buck & Vitt, 1986
        - Rutenbergiaceae M.Fleisch., 1908
        - Trachylomataceae W.R.Buck & Vitt, 1986
        - Rhizofabroniaceae Huttunen, Ignatov, D.Quandt & Hedenäs, 2013
        - Fontinalaceae Schimp., 1856
        - Climaciaceae Kindb., 1897
        - Amblystegiaceae Kindb., 1885
        - Scorpidiaceae Ignatov & Ignatova, 2004
        - Calliergonaceae Vanderp., 2002
        - Helodiaceae Ochyra, 1989
        - Leskeaceae Schimp., 1856
        - Pseudoleskeaceae Schimp., 1860
        - Pseudoleskeellaceae Ignatov & Ignatova, 2004
        - Thuidiaceae Schimp., 1860
        - Regmatodontaceae Broth., 1908
        - Hydropogonellaceae B.H.Allen, 2018
        - Stereophyllaceae W.R.Buck & Ireland, 1985
        - Brachytheciaceae Schimp., 1876
        - Meteoriaceae Kindb., 1897
        - Myriniaceae Schimp., 1876
        - Fabroniaceae Schimp., 1856
        - Stereodontaceae Hedenäs, Schlesak & D.Quandt, 2018
        - Callicladiaceae Jan Kučera & Ignatov, 2019
        - Pylaisiaceae Schimp., 1860
        - Taxiphyllaceae Ignatov, 2012
        - Hypnaceae Schimp., 1856
        - Catagoniaceae W.R.Buck & Ireland, 1985
        - Pterigynandraceae Schimp., 1876
        - Hylocomiaceae M.Fleisch., 1920
        - Rhytidiaceae Broth., 1925
        - Symphyodontaceae M.Fleisch., 1923
        - Habrodontaceae Schimp., 1860
        - Plagiotheciaceae M.Fleisch., 1912
        - Entodontaceae Kindb., 1897
        - Jocheniaceae Jan Kučera & Ignatov, 2019
        - Pylaisiadelphaceae Goffinet & W.R.Buck, 2004
        - Sematophyllaceae Broth., 1905
        - Cryphaeaceae Schimp., 1856
        - Prionodontaceae Broth., 1905
        - Leucodontaceae Schimp., 1856
        - Antitrichiaceae Ignatov & Ignatova, 2004
        - Pterobryaceae Kindb., 1897. (Kindberg 1896)
        - Phyllogoniaceae Kindb., 1898
        - Lepyrodontaceae Broth., 1906
        - Neckeraceae Schimp., 1856
        - Orthostichellaceae Enroth et al., 2019
        - Echinodiaceae Broth., 1909
        - Heterocladiellaceae Ignatov & Fedosov, 2019
        - Acrocladiaceae Tangney, D.Quandt, Huttunen & M.Stech, 2010
        - Lembophyllaceae Broth., 1906
        - Myuriaceae Broth. ex M.Fleisch., 1923
        - Anomodontaceae Kindb., 1897
        - Miyabeaceae Enroth, S.Olsson, Buchb., Hedenäs, Huttunen & D.Quandt, 2009
        - Theliaceae M.Fleisch., 1922
        - Microtheciellaceae H.A.Mill. & A.J.Harr., 1977

Esistono due probabili ipotesi sulla storia evolutiva delle piante terrestri:
Secondo la prima ipotesi, le epatiche furono le prime a divergere, seguite dalle antocerote, mentre i muschi sono relativamente più vicini al gruppo delle polisporangiate. Nel secondo schema sono invece le antocerote a divergere per prima, seguite dalle piante vascolari, mentre muschi ed epatiche sono filogeneticamente più vicini.

## Le briofite in Italia
Secondo le più recenti check-list la flora italiana comprende 1130 briofite. La particolare ricchezza di questa flora è evidente se si considera che in Europa sono segnalate 1690 briofite. La particolare ricchezza della flora briologica italiana è dovuta alla sua posizione geografica ed alla variabilità dei suoi ambienti.
Esiste (o esisteva) il reliquato di una specie fossile, presente sino all'ultima glaciazione: la Paludella squarrosa, nella palude di Santa Caterina di Valfurva. Sino ai primi anni ottanta essa era presente su una superficie di qualche metro quadrato, in mezzo agli sfagni. Da quegli anni non se ne ha più notizia, ma l'edilizia turistica che è avanzata occupando la palude può aver ormai cancellato definitivamente la sua esistenza.